# مختارات من كتابات الباب
مختارات من كتابات حضرة الباب هي مختارات باللغة الإنجليزية تضم أعمالًا مترجمة لحضرة الباب، مؤسس البابية وسلف مؤسس الدين البهائي. جمعها ونشرها بيت العدل الأعظم عام 1976.

## تعبير
يعتمد هذا الكتاب في المقام الأول على كتاب فارسي مماثل نُشر في طهران بعنوان مختارات آيات آثر حضرة نقطة أولى، على الرغم من أن الترجمة الإنجليزية نُشرت قبل عام من النسخة الفارسية. تمت مراجعة كتابات الباب من قسم الأبحاث في بيت العدل الأعظم، وقام حبيب طاهر زاده بترجمة المقاطع المختارة بمساعدة لجنة الترجمة.
يصف دينيس ماكيوان الكتاب بأنه مجموعة مختارة من المقاطع التي حُرِّرَت بشكل مكثف. وبحسب الباحث، فإن الموقف التحريري للإدارة البهائية في اختيار محتوى الكتاب كان يهدف إلى تقديم وجهة نظر "متحيزة" و"حزبية" فيما يتعلق بالباب، وتحديدًا دوره السابق في علاقته بحضرة بهاء الله، بدلًا من تمثيل تعاليم الباب وفكره الأوسع بدقة.

## المحتوى
يحتوي الكتاب على مقتطفات من أربعة من أعمال الباب، بما في ذلك قيوم الأسماء ، والبيان الفارسي ، ودلائل السبع ، وكتاب الأسماء. لا يتناول أي من الأقسام الوصفات القانونية. يزعم ماكوين أن هذا يمكن تفسيره من خلال الإحجام الواضح للبهائيين عن نشر النصوص الكاملة لأعمال الباب، كما أمر عبد البهاء. إن وجهة النظر البهائية هي أن قوانين البابية قد أُلغِيَت ونُسخَت واستُبدلَت لصالح قوانينهم الخاصة. ونتيجة لذلك، فإنهم يمتنعون عن الوعظ بالبيان.

## الاستقبال
يذكر دينيس ماكويين في كتابه (مصادر العقيدة والتاريخ البابي المبكر) عدة نقاط يعتبرها عيوبًا في الكتاب، حيث كتب: «الافتقار إلى المقدمة، والغياب الفعلي للملاحظات، والفشل في الإشارة إلى هوية المخطوطات المستخدمة أو أصلها أو حالتها أو موقعها أو أسباب اختيارها، لا يوجد ما يشير إلى ما إذا كانت فقرة معينة قد تُرجمت على أساس مخطوطة واحدة أو أكثر؛ وفي العديد من الحالات، نتعرَّف على الأصل بشكل غامض على أنه صلاة أو لوح».

## الاستشهادات
1. 1 2  
MacEoin 1988.
2. ↑  
MacEoin 1992, pp. 2–3.
3. ↑  
MacEoin 1992, p. 4.
4. ↑  
MacEoin 1992, pp. 3, 5.
5. ↑  
MacEoin 1992, pp. 4–5.
6. ↑  
Browne 1987, p. 318.
7. 1 2  
MacEoin 1992, p. 3.
8. ↑  
MacEoin 1992, p. 5.

## قراءة إضافية
- Saiedi، Nader (2008). Gate of the Heart: Understanding the Writings of the Báb. Canada: Wilfrid Laurier University Press. ISBN:978-1-55458-056-9. مؤرشف من الأصل في 2024-01-02.

## روابط خارجية
- مجموعة مختارة من كتابات حضرة الباب
- مختارات من كتابات حضرة الباب - مقتطفات